# Tarsoctenus
Tarsoctenus is een geslacht van vlinders van de familie dikkopjes (Hesperiidae), uit de onderfamilie Eudaminae.

## Soorten
- T. corytus (Cramer, 1777)
- T. herrichii (Herrich-Schäffer, 1869)
- T. papias (Hewitson, 1857)
- T. praecia (Hewitson, 1857)